# Ogou Akichi
Ogou Edmond Akichi (Abidjan, 24 aprile 1990) è un calciatore ivoriano, centrocampista dello Stade Lausanne-Ouchy.

## Carriera
Ha giocato nella seconda divisione francese.

## Statistiche

### Presenze e reti nei club
Statistiche aggiornate al 28 maggio 2021.
| Stagione          | Squadra           | Campionato        | Campionato | Campionato | Coppe nazionali | Coppe nazionali | Coppe nazionali | Coppe continentali | Coppe continentali | Coppe continentali | Altre coppe | Altre coppe | Altre coppe | Totale | Totale |
| Stagione          | Squadra           | Comp              | Pres       | Reti       | Comp            | Pres            | Reti            | Comp               | Pres               | Reti               | Comp        | Pres        | Reti        | Pres   | Reti   |
| ----------------- | ----------------- | ----------------- | ---------- | ---------- | --------------- | --------------- | --------------- | ------------------ | ------------------ | ------------------ | ----------- | ----------- | ----------- | ------ | ------ |
| 2011-2012         | Auxerre 2         | CFA               | 23         | 2          |                 | -               | -               |                    | -                  | -                  |             | -           | -           | 23     | 2      |
| 2012-2013         | Auxerre 2         | CFA               | 17         | 0          |                 | -               | -               |                    | -                  | -                  |             | -           | -           | 17     | 0      |
| Totale Auxerre 2  | Totale Auxerre 2  | Totale Auxerre 2  | 40         | 2          |                 | -               | -               |                    | -                  | -                  |             | -           | -           | 40     | 2      |
| 2013-2014         | Roye-Noyon        | CFA               | 24         | 3          |                 | -               | -               |                    | -                  | -                  |             | -           | -           | 24     | 3      |
| 2014-2015         | Roye-Noyon        | CFA               | 30         | 3          |                 | -               | -               |                    | -                  | -                  |             | -           | -           | 30     | 3      |
| Totale Roye-Noyon | Totale Roye-Noyon | Totale Roye-Noyon | 54         | 6          |                 | -               | -               |                    | -                  | -                  |             | -           | -           | 54     | 6      |
| 2015-2016         | Amiens AC         | CFA               | 27         | 0          | CF              | 2               | 0               |                    | -                  | -                  |             | -           | -           | 29     | 0      |
| 2016-2017         | AS Béziers        | N                 | 32         | 0          |                 | -               | -               |                    | -                  | -                  |             | -           | -           | 32     | 0      |
| 2017-2018         | Paris FC          | L2                | 37         | 0          | CF+CdL          | 1+1             | 0               |                    | -                  | -                  |             | -           | -           | 39     | 0      |
| 2018-2019         | Paris FC          | L2                | 29         | 0          | CF+CdL          | 1+1             | 0               |                    | -                  | -                  |             | -           | -           | 31     | 0      |
| Totale Paris FC   | Totale Paris FC   | Totale Paris FC   | 66         | 0          |                 | 4               | 0               |                    | -                  | -                  |             | -           | -           | 70     | 0      |
| 2019-2020         | Nancy             | L2                | 22         | 0          | CF+CdL          | 3+0             | 0               |                    | -                  | -                  |             | -           | -           | 22     | 0      |
| 2020-2021         | Nancy             | L2                | 31         | 0          | CF              | 0               | 0               |                    | -                  | -                  |             | -           | -           | 31     | 0      |
| Totale Nancy      | Totale Nancy      | Totale Nancy      | 53         | 0          |                 | 3               | 0               |                    | -                  | -                  |             | -           | -           | 56     | 0      |
| Totale carriera   | Totale carriera   | Totale carriera   | 272        | 8          |                 | 9               | 0               |                    | -                  | -                  |             | -           | -           | 281    | 8      |